# Éloïse Lang
Pour les articles homonymes, voir Lang.
Éloïse Lang est une réalisatrice et scénariste belge.

## Biographie

### Éducation et influences
Né le 1er janvier 1981 à Uccle,, Éloïse Lang grandit en Belgique. Elle a été profondément influencée par le cinéma et la télévision dès son enfance, grâce à des films comme ceux des frères Farrelly et des séries telles que Friends et Sex and the City. Sa passion pour raconter des histoires a été nourrie par les sorties au théâtre et au cinéma avec sa mère. Elle a passé dix ans dans la publicité, un domaine qu'elle a quitté à 30 ans pour se consacrer à l'écriture.

### Début de carrière
Éloïse Lang travaille d'abord comme commerciale dans le secteur de la publicité. À 30 ans, lassée de son métier, elle décide de changer de voie et, mue par un désir « de raconter des histoires et de divertir », se lance dans l'écriture. Elle tient d'abord un blog avant de se mettre à la fiction.

### Première pièce de théâtre
En 2013, elle écrit et met en scène la comédie Garance et le Docteur Q. Le spectacle, mettant en vedette Camille Cottin et, en alternance, Christophe Corsand et Guillaume Denaiffe, suit une jeune femme qui consulte un sexothérapeute pour se libérer et plaire à son petit ami. Les évolutions de son personnage se manifestent progressivement. Camille Cottin parvient à donner vie à ce rôle limité avec précision, tandis que Christophe Corsand joue le thérapeute avec une sobriété mêlée de flegme et d'ironie,.

### Création de la sérieConnasse
Pendant des vacances en Corse, elle fait la connaissance de Noémie Saglio, avec qui elle écrit la série télévisée Connasse, qui met en scène Camille Cottin dans des caméras cachées.

### Consécration sur Canal+
Diffusée en tant que rubrique du Grand Journal sur Canal+, la série est adaptée en 2015 sous la forme d'un long-métrage, Connasse, princesse des cœurs, co-réalisé par les deux créatrices.

### Carrière cinématographique
En 2018, Éloïse Lang sort son premier long métrage réalisé en solo, Larguées, où elle dirige à nouveau Camille Cottin.
En 2023, Éloïse Lang réalise la comédie franco-belge La Graine. Ce film, coécrit avec Pauline Mauroux, suit l'histoire de Lucie et Inès, un couple lesbien déterminé à avoir un enfant après plusieurs échecs en PMA. Pour leur ultime tentative, elles se rendent en Belgique, où elles sont épaulées par le professeur Peeters. Le film met en vedette Stacy Martin, Marie Papillon, et François Damiens.

## Filmographie

### Télévision
- 2013-2015 :   Connasse (créatrice avec Noémie Saglio)

### Cinéma
- 2015 : Connasse, princesse des cœurs, co-réalisation avec Noémie Saglio - également productrice
- 2018 : Larguées
- 2023 : La Graine